# Житомирська митниця ДФС

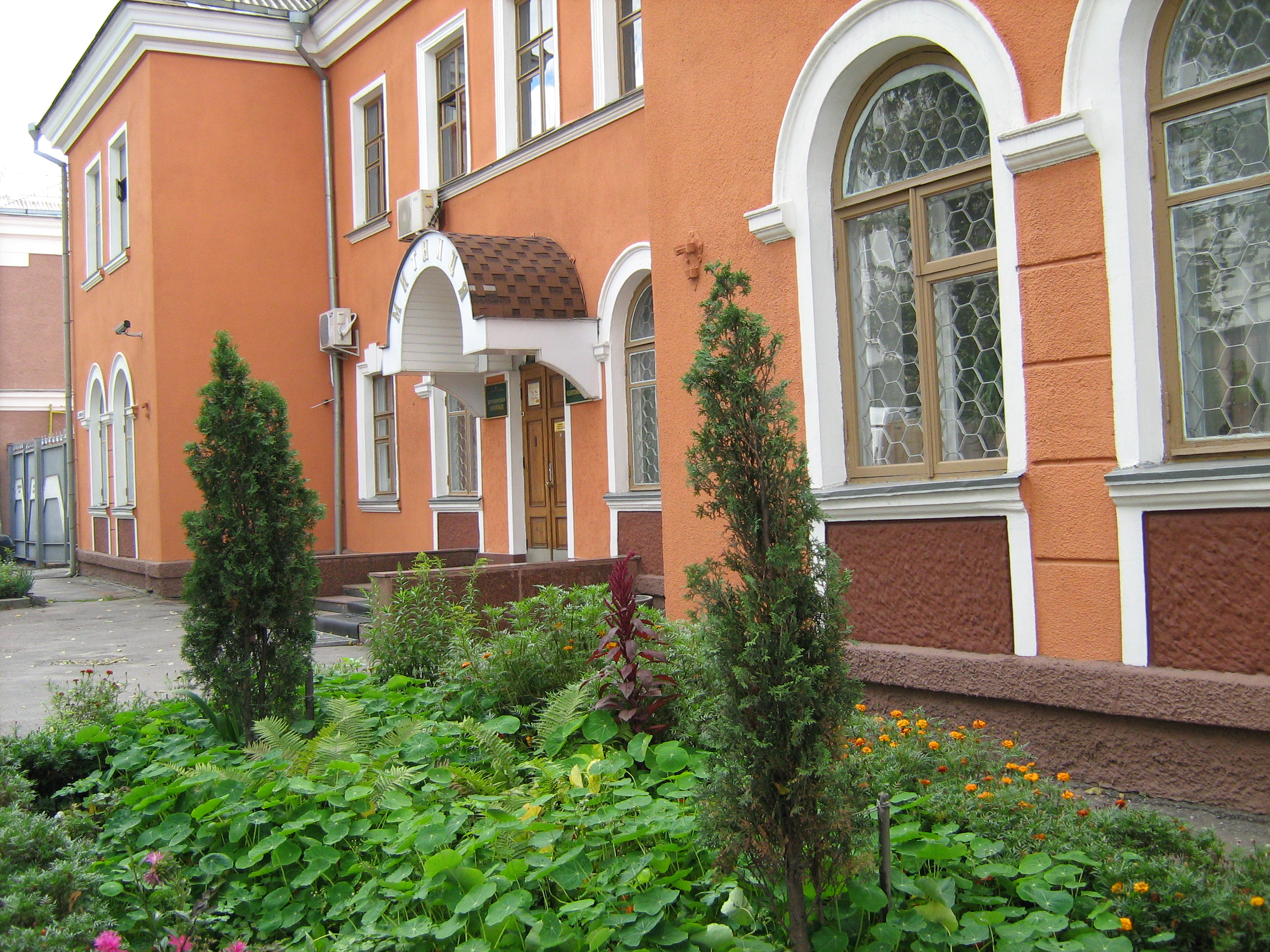
Житомирська митниця ДФС

Житомирська митниця ДФС  — територіальний орган державної фіскальної служби України в м. Житомирі.

## Історія
Митниця створена 4 лютого 1993 року в Житомирі на базі Житомирського митного посту Київської митниці як внутрішня митниця. Їй підпорядковувалися митні пости «Бердичів» та «Новоград-Волинський». Колектив митниці формувався одноразово з освоєнням нової справи та проводив інформаційно-роз'яснювальну роботу для фізичних і юридичних осіб. По мірі розвитку митної справи в Україні, змінювалася і структура Житомирської митниці.
20 грудня 1996 року до складу ввійшли пункти пропуску та підрозділи Овруцької митниці.
Серед перших працівників митниці були Семенчук Т. М., Дідківська Г. Й., Шпирка О. М., Чипурняк І. І. та Чигін І. Я.
Зоною діяльності митниці визначено: Андрушівський, Бердичівський, Баранівський, Брусилівський, Володарсько-Волинський, Дзержинський (нині Романівський), Ємільчинський, м. Житомир, Житомирський, Коростенський, Коростишівський, Лугинський, Любарський, Малинський, Народницький, Новоград-Волинський, Ружинський, Червоноармійський (нині Пулинський), Черняхівський, Чуднівський райони Житомирської області та селище Вільча Київської області.
Митниця здійснювала митне оформлення експорту, імпорту та транзиту вантажів хімічної, машинобудівної, оборонної, будівельної, легкої, сільськогосподарської промисловості суб'єктів зовнішньоекономічної діяльності.
Станом на 1 січня 2009 року чисельність митниці складала 365 працівників. До складу митниці входило: 5 митних постів, 5 секторів митного оформлення, 16 самостійних відділів. У місті Житомирі знаходилося 2 відділи митного оформлення. Сектори митного оформлення знаходилися в містах Малині, Новоград-Волинському, Коростишівеві, Радомишлі, Баранівці. Митні пости розташовувалися в Олевську, Овручі, Коростені, Бардичеві, та Новорград-Волинському.
18 травня 2006 року на установчих зборах ветеранів Житомирської митниці створено Житомирське обласне відділення Всеукраїнської громадської організації «Спілки ветеранів митної служби України». Головою відділення обрали Ліпецького В. Р., який у митниці пропрацював більше 13 років. Колишній військовик, нагороджений орденом Червоної Зірки та 9-ма медалями СРСР.
З 20 лютого 2007 року відділення очолив Беремесенко О. М., радник митної служби 1 рангу, прослужив у митниці 17 років. Колишній військовик, учасник радянсько-афганської війни. Нагороджений орденом Червоної Зірки та багатьма медалями СРСР.
4 лютого 2013 року Житомирській митниці виповнилося 20 років. Урочистості з нагоди 20-ї річниці митниці проводилися у приміщенні обласної філармонії. Участь у зборах брали керівники міста та області, керівники судових та силових структур Житомирщини, представники громадськості.

## Сьогодення
Станом на 1 січня 2017 року в зоні діяльності митниці діє 20 складів тимчасового зберігання, з яких : 10 складів тимчасового зберігання відкритого типу, 6 — митних складів закритого типу та 2 митних склади.

### Склади тимчасового зберігання відкритого типу
- ТОВ «БРВ» — Україна (с. Оліївка Житомирського району)
- ПП «Авіакомпанія Озерне — Житомир» (смт Ознерне Житомирського району)
- ТОВ «Коростишів — Термінал — Сірвіс» (м. Коростишів)
- ФОП Герус В. А. (м. Новоград-Волинський)
- ПП «Термінал-Сервіс» (м. Баранівка)
- ПП «Слава» (м. Малин)
- ТОВ "Українська паливна група) (м. Коростень)
- ФОП Драгальчук В. П. (м. Олевськ)
- ТОВ «Елін — Парк» (м. Бердичів)
- ПрАТ «Коростенський завод МДФ» (с. Коростень)

### Склади тимчасового зберігання закритого типу
- ПАТ «Бердичівська фабрика одягу» (м. Бердичів)
- ДП «РИТМ» ТОВ «РОСТ» (м. Бердичів)
- ПАТ « Ліктрави» (м. Житомир)
- ІП «Євроголд Індестріз Лтд» (м. Житомир)
- ТОВ «Грайф Флексіблс» (м. Житомир)
- ДАКХ «Артем» (м. Малин)

### Митні склади
- ТОВ ЖБОТО «Компаньйон» (м. Житомир) — відкритого типу
- ПАТ «Житомирський маслозавод» (м. Житмир) — закритого типу
- ТОВ «Експо-Техна» (м. Новоград-Волинський) — відкритого типу
- ТОВ «ЦЕРАНІТ ІНВЕСТ» (м. Новоград-Волинський) — закритого типу

В зоні діяльності митниці діє 5 пунктів пропуску: 3 автомобільних, 1 залізничний (з двома пунктами контролю) та 1 авіаційний, а саме:

### Міжнародний пункт пропуску для автомобільного сполучення «Виступовичі»[2][3]
Розташований у зоні безумовного відчуження, що постраждала внаслідок аварії на ЧАЕС. На відстані 14 км від лінії державного кордону України з Республікою Білорусь.
Пунк пропуску збудований за постійною схемою на автошляху Житомир — Бобруйськ. За категорією це міжнародний автомобільний, вантажно-пасажитрський пункт пропуску Працює в цілодобовому режимі.
В пункті пропуску здійснюється митне оформлення громадян, вантажів та транспортних засобів будь- якої країни.
Через пункт пропуску дозволяється ввезення, вивезення та транзит спирту, алкогольних напоїв та тютюнових виробів за відповідними кодами УКТЗЕД (український класифікатор товарів зовнішньоекономічної діяльності). Через пунк пропуску дозволяється переміщення військових товарів та ядерних матеріалів.

### Міждержавний пункт пропуску для автомобільного сполучення «Майдан Копищанський»[4]
Збудований за тимчасовою схемою на міжнародній трасі сполученням «Олевськ — Мозир». Тут проводиться митне оформлення громадян, вантажів та транспортних засобів сумісних країн та Республіки Білорусь. Працює в цілодобовому режимі.

### Міждержавний пункт пропуску для автомобільного сполучення «Вільча»[5]
(Київська область Поліський район)
Розташований у зоні безумовного відчуження, що постраждала внаслідок аварії на ЧАЕС. За 12 км від лінії державного кордону України з Республікою Білорусь. Збудований за тимчасовою схемою на міждержавній трасі сполученням Київ — Мозир. Працює в цілодобовому режимі.

### Міжнародний залізничний пункт пропуску «Виступовичі»
- на станції Коростень

Через пункт пропуску дозволяється ввезення, вивезення та транзит спирту, алкогольних напоїв та тютюнових виробів за відповідними кодами УКТЗЕД.
Через пункт пропуску дозволяється переміщення військових товарів та ядерних матеріалів. Працює в цілодобовому режимі.
- на станції Овруч

Здійснюється митне оформлення громадян. Працює в цілодобовому режимі.

### Авіаційний пункт пропуску «Озерне» (Житомир)
Відноситься до категорії міжнародних пунктів пропуску через державний кордон на аеродромі «Озерне» (Житомир) для вантажного повітряного сполучення. Працює вцілодобовому режимі (за викликом).

## Робота з особовим складом
Станом на 01.01.2017 року штатна чисельність митниці 219 працівників. Фактично працює 224 працівника. З загальної чисельності працівників митниці: 146 осіб чоловічої статі та 78 осіб жіночої статі. 209 працівників мають вищу освіту. 105 мають стаж роботи у митних органах понад 20 років, а 71 працівник — від 10 до 20 років.

## Перспективні напрямки розвитку
- посилення співпраці з бізнесом
- взаємодія з місцевими органами влади та самоврядування
- взаємодія з податковими органами регіону
- взаємодія з сумісною митницею Республікі Білорусь.

## Начальники митниці[7]
- 1993–1997 Дрозд Григорій Адамович, радник митної служби 2 рангу
- 1997–2000 Остролуцький Сергій Миколайович, радник митної служби 1 рангу
- 2000–2002 Новіков Євген Миколайович, державний радник митної служби 3 рангу
- 2002–2011 Закусило Петро Іванович, державний радник митної служби 3 рангу
- 2011–2012 Тимошенко Микола Михайлович
- 2012–2013 Суворкін Владислав Анатолійович, радник митної служби 1 рангу
- 2013–2014 Мамотюк Юрій Валерійович
- 2014–2015 Гринчук Сергій Іванович
- З 2015 Ткачук Наталія Олександрівна, радник податкової та митної служби 1 рангу.

## Галерея

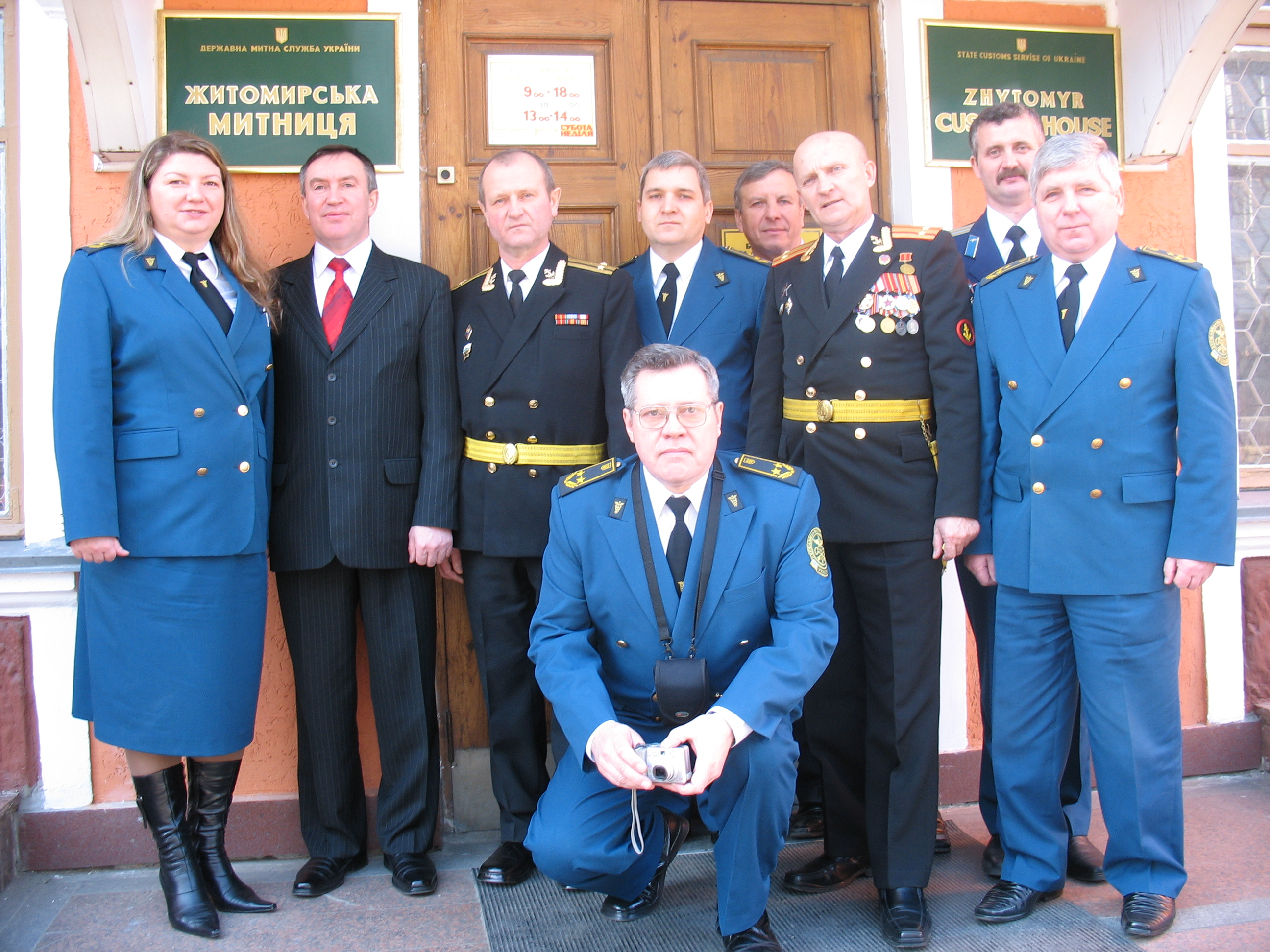
Житомирські митники
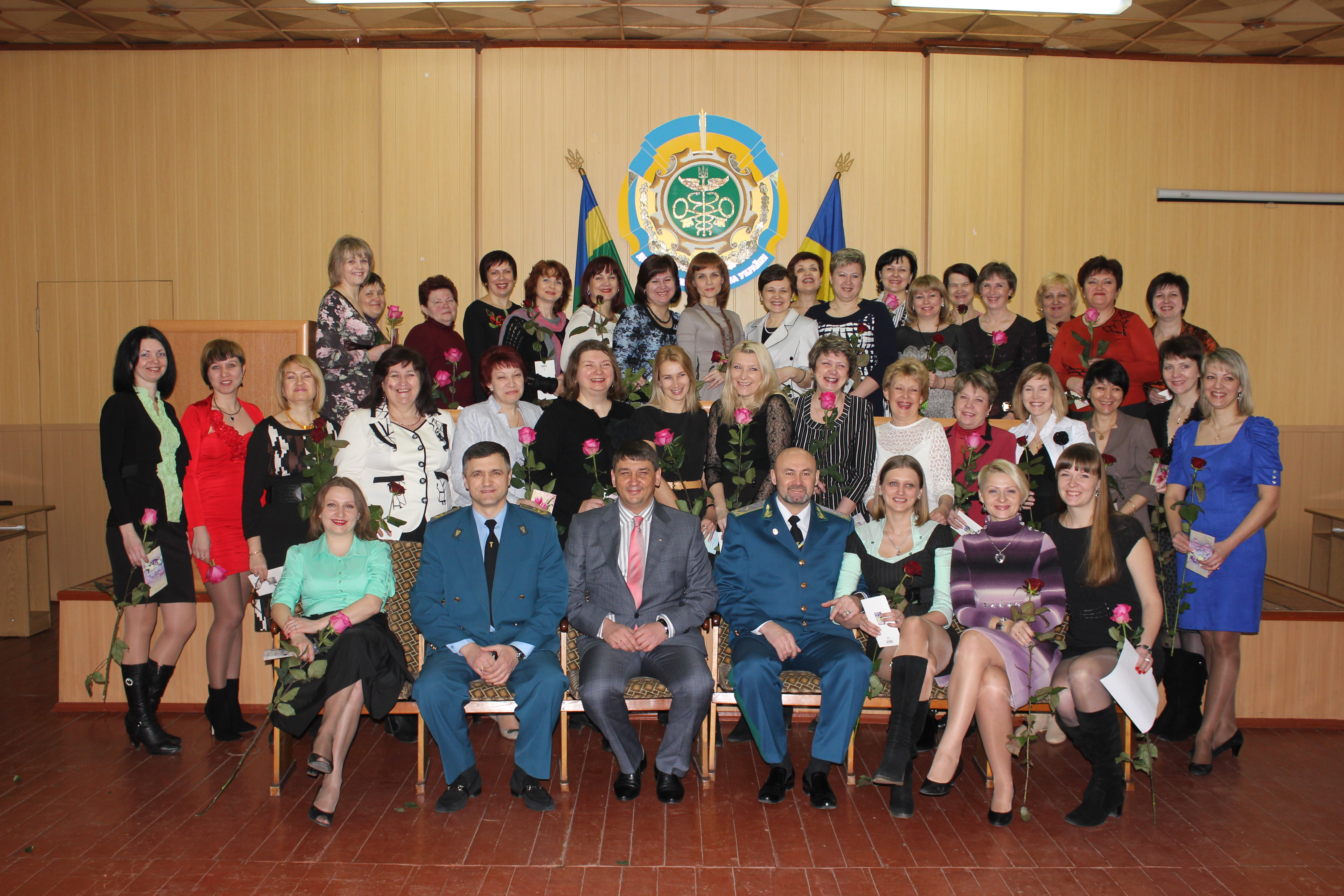
Свято на митниці
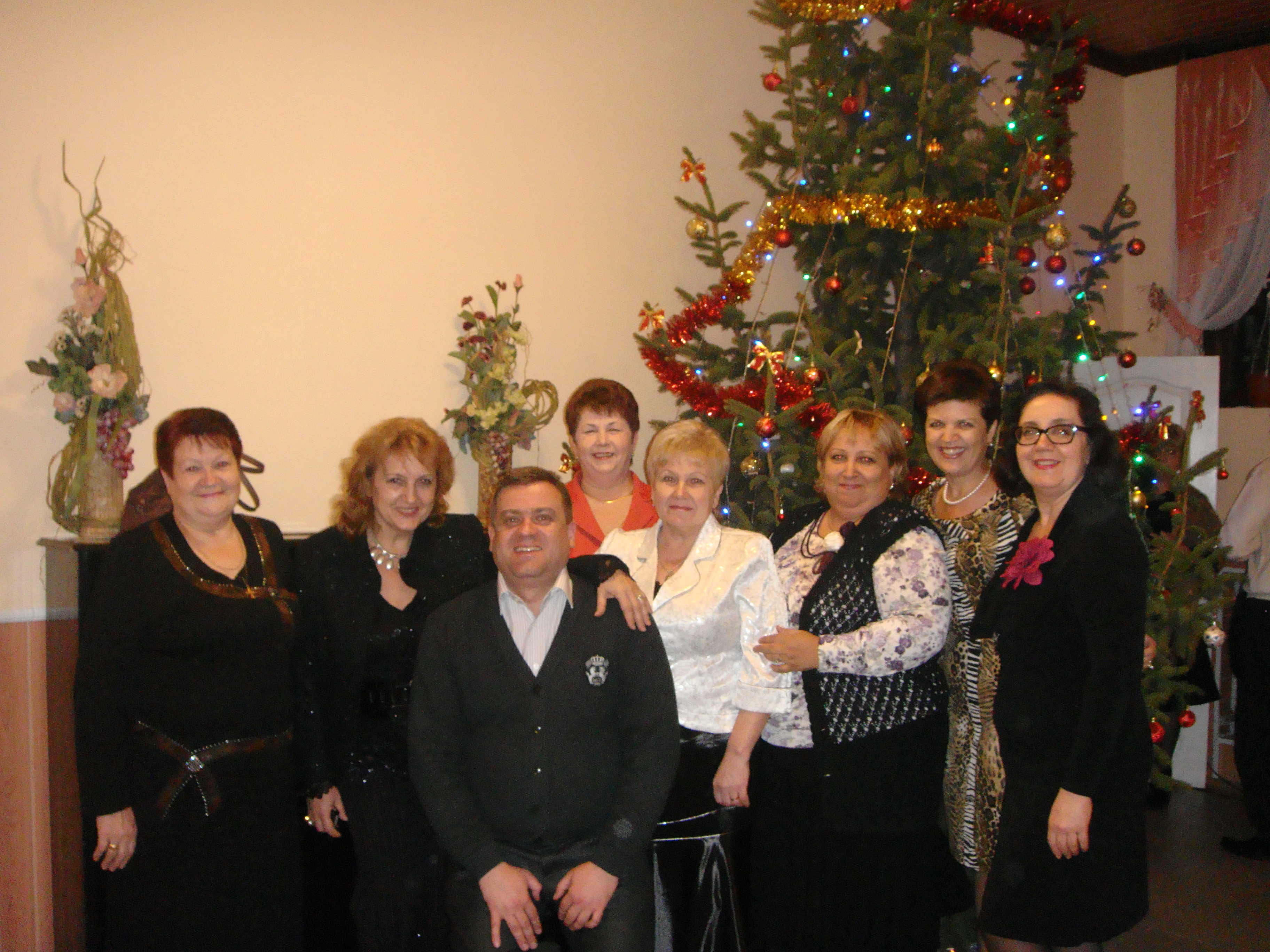
Під новорічною ялинкою
Жіноче свято